# Oren Lyons
Oren Lyons, född 1930, är en amerikansk professor och indianhövding, aktiv som representant för de nordamerikanska urinvånarna. Han är en efterfrågad talare inom områdena miljö och mänskliga rättigheter och har anlitats av multinationella företag, regeringar och FN som rådgivare och inspiratör.

## Biografi
Oren Lyons är uppväxt vid Seneca och Onondaga-reservatet i norra delen av delstaten New York enligt irokesernas gamla traditioner. Han tjänstgjorde i USA:s armé och fick ett stipendium till Syracuse University. Under studietiden blev han en skicklig Lacrossespelare och tog examen på College of Fine Arts 1958. 

Red Power movement

Lyons flyttade till New York och utvecklade sitt måleri, arbetade inom konstvärlden och spelade i Lacrosseklubbar. Han ställde ut sina egna målningar och blev uppmärksammad. På 1960-talet gick han med i Red Power movement. Vid fyrtio år ålder flyttade han hem till Onondaga i Upstate New York.
Han är en mycket efterfrågad talare inom områdena miljö och mänskliga rättigheter och har länge anlitats av multinationella företag, regeringar och FN som rådgivare och inspiratör. Han har vid ett flertal tillfällen varit inbjuden talare vid World Economic Forum i Davos. Han är ledamot av the Executive Committee of the Global Forum of Spiritual and Parliamentary Leaders on Human Survival och en av de tongivande personerna i the Traditional Circle of Indian Elders, ett årligt återkommande rådslag bland ledarna för de stora nordamerikanska indianstammarna.
Sommaren 1991 medlade hövding Lyons i konflikten mellan de amerikanska och kanadensiska regeringarna och mohawkstammen i Oka. Han ledde då en delegation bestående av sjutton hövdingar som överlade med president Bush i Washington.
Oren Lyons innehar idag en professur vid institutet för amerikanska studier vid State University of New York, Buffalo. 
Sedan januari 2008 är Oren Lyons styrelseordförande i det svenska aktiebolaget Plantagon International AB. Företaget utvecklar bland annat tekniker för ekologisk växthusodling i storstäder. VD är Hans Hassle.